# Belorado
Belorado és un municipi de la província de Burgos, a la comunitat autònoma de Castella i Lleó. El poble és conegut per la indústria de la pell i perquè és lloc de pas del Camí de Santiago.

## Demografia
| 1987  |  | 1991  |  | 1995  |  | 1999  |  | 2003  |  | 2006  |  | 2007  |
| ----- |  | ----- |  | ----- |  | ----- |  | ----- |  | ----- |  | ----- |
| 2.128 |  | 2.183 |  | 2.194 |  | 2.092 |  | 2.079 |  | 2.157 |  | 2.156 |